# Antonow A-11
Die Antonow A-11 war ein sowjetisches Segelflugzeug. 

## Entwicklung
Die Maschine war für den Kunstflug zugelassen und die Instrumentierung ermöglichte Wolkenflug. Der Erstflug fand am 12. Mai 1958 statt. Ein parallel zur A-11 entwickelter Typ mit verkleinerter Spannweite war die Antonow A-13.

## Aufbau
Der aus Metall gebaute Mitteldecker (selbsttragende Schalenbauweise) besaß als Besonderheit ein V-Leitwerk. Dieses und ein Teil des Tragflügels waren stoffbespannt, sonst bestand auch die Beplankung aus Metall. Das Fahrwerk besteht aus einem einziehbaren Hauptrad und einem Hecksporn. Unter dem Bug befindet sich zusätzlich eine Kufe. Als Landeklappen dienen Wölbungsklappen, darüber hinaus befinden sich Spoiler in den Tragflächen. An den Tragflächenenden befanden sich Scheuerleisten.

## Technische Daten
| Kenngröße              | Daten                                                                           |
| ---------------------- | ------------------------------------------------------------------------------- |
| Baujahre               | 1958–1964                                                                       |
| Hersteller             | Antonow                                                                         |
| Spannweite             | 16,50 m                                                                         |
| Länge                  | 6,00 m                                                                          |
| Höhe                   | 1,62 m                                                                          |
| Flügelfläche           | 12,15 m²                                                                        |
| Flügelstreckung        | 22,40                                                                           |
| Profil                 | ZAGI P-IIIa                                                                     |
| Gleitzahl              | 34 bei 97 km/h                                                                  |
| Geringstes Sinken      | 0,74 m/s bei 97 km/h                                                            |
| Leermasse              | 294 kg                                                                          |
| Rüstmasse              | 310 kg                                                                          |
| Zuladung               | 100 kg                                                                          |
| Startmasse             | 410 kg                                                                          |
| Flächenbelastung       | 33,70 kg/m²                                                                     |
| Höchstgeschwindigkeit  | 350 km/h (höchstzulässig) 140 km/h im Flugzeugschlepp 100 km/h im Windenschlepp |
| Mindestgeschwindigkeit | 60 km/h                                                                         |
| Besatzung              | 1                                                                               |